# Lederne
Lederne, tidligere Ledernes Hovedorganisation, er en dansk interesseorganisation, fagforbund og a-kasse for virksomhedsledere.
Organisationen, der er stiftet i 1899, har mere end 110.000 medlemmer. Medlemsgruppen består af topledere, mellemledere og funktionærer (fx projektledere). Derudover organiserer Lederne også særligt betroede medarbejdere såsom f.eks. direktionssekretærer og selvstændige.
Ledernes A-kasse dannedes i 1918. Det betød at medlemmer fra dette tidspunkt både kunne få juridisk rådgivning om deres ansættelsesvilkår samt rådgivning i forbindelse med ledighed.
Lederne rådgiver om såvel juridiske problemer som ledelsesmæssige udfordringer. Desuden er det muligt for medlemmer af Lederne også at få rådgivning i forbindelse med jobskifte eller karriereudvikling i det hele taget.
Lederne har hovedkontor i København og yderligere 19 afdelinger over hele landet.
I en række sammenhænge regnes Lederne for at være en selvstændig hovedorganisation på linje med de to (tidligere tre) øvrige danske hovedorganisationer for lønmodtagere: FH (tidligere LO og FTF) og Akademikerne. Det er tilfældet, selvom Lederne er noget mindre end de to andre og ikke på samme måde er en sammenslutning af mange selvstændige fagforbund. Det skyldes bl.a., at Lederne har en selvstændig plads i Beskæftigelsesrådet og en række andre officielle råd og udvalg, hvor hovedorganisationerne har sæde.